# Fala balistyczna

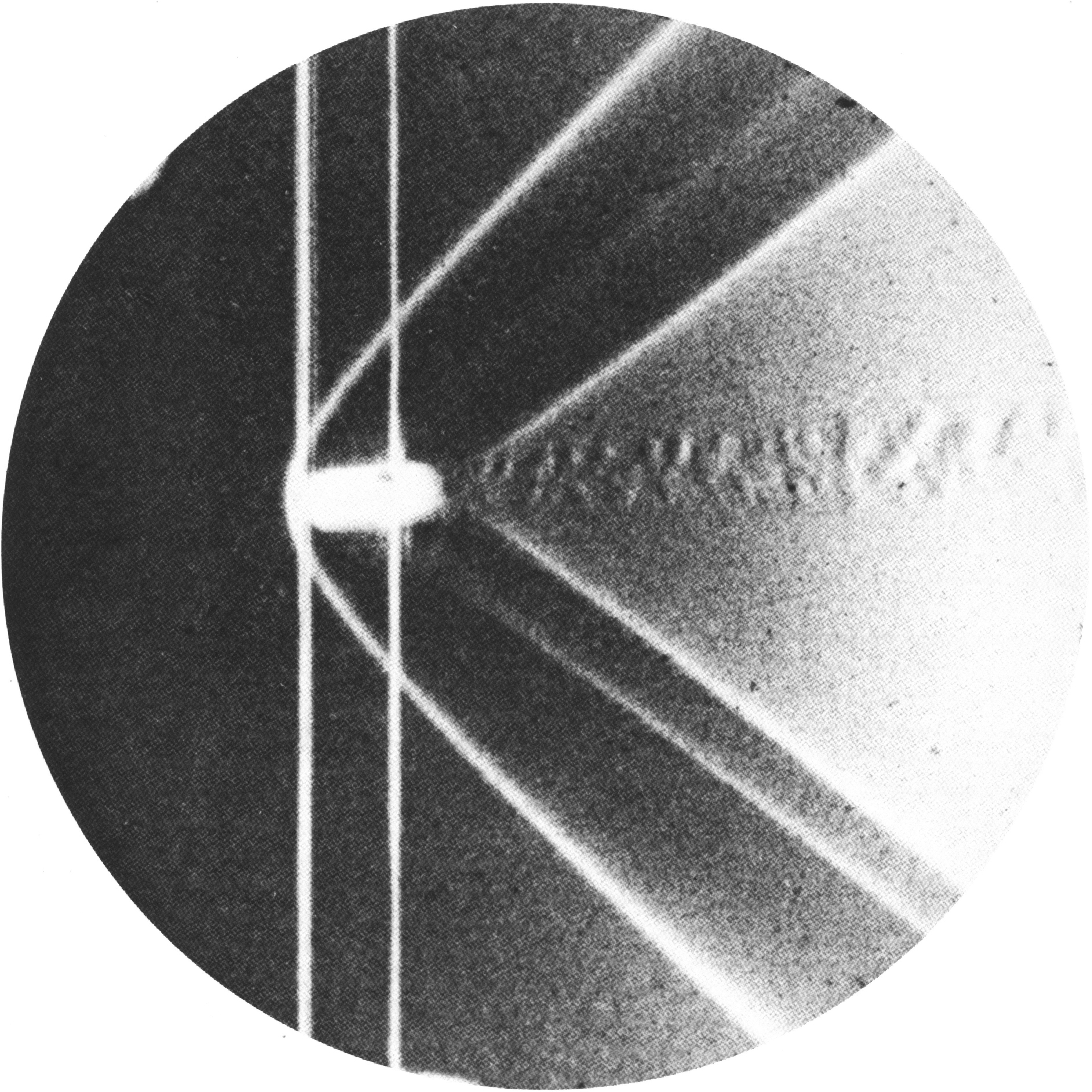
Fotografia cieniowa zaburzeń ciśnienia wokół pocisku. Zdjęcie opublikowane przez Ernsta Macha w 1887.

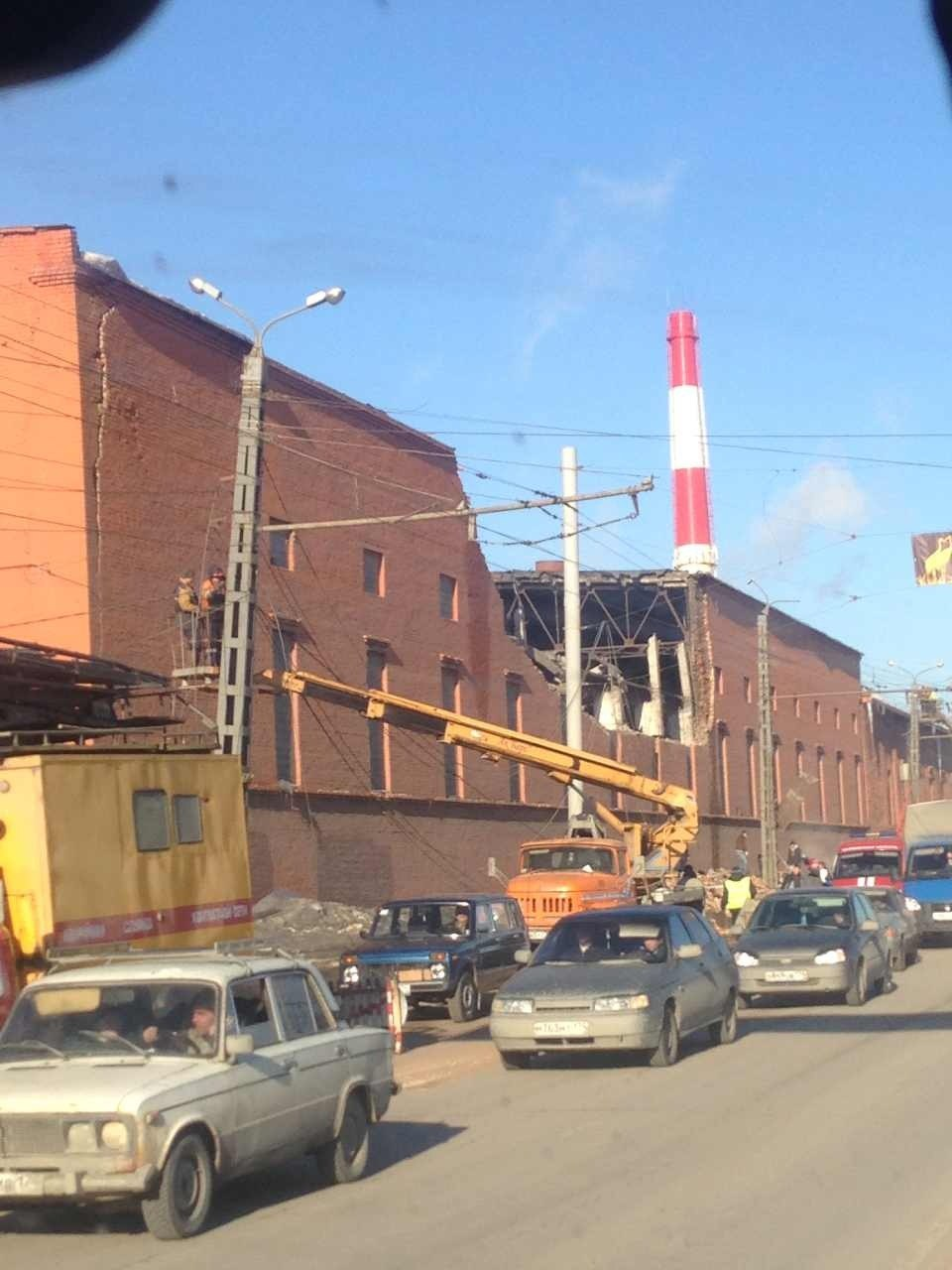
Ściana zawalona przez falę balistyczną meteoroidu w Czelabińsku

Fala balistyczna – zewnętrzna fala uderzeniowa powstająca w wyniku nakładania się zaburzeń w powietrzu wywoływanych przez ciało stałe lecące z prędkością większą od prędkości dźwięku.
Fale balistyczne powstają wokół pocisków oraz meteoroidów przelatujących przez ziemską atmosferę. W przypadku pocisków źródłem powstawania fali balistycznej, oprócz wierzchołka i krawędzi dna pocisku, są pierścienie wiodące, wszelkie nierówności pocisku oraz zawirowania za dnem. Fala balistyczna tworząca się przed ciałem meteorytowym, w wyniku większej prędkości niż pocisk,  ma znacznie większą moc, przez co może wywołać znaczną pracę mechaniczną. Fala balistyczna jest jednym z fizycznych czynników (oprócz lepkości oraz powstawania wirów przy opływie) określających wartość oporu powietrza działającego na pocisk.